# Charles E. Dent
Charles Enrique Dent CBE (* 25. August 1911 in Burgos; † 19. September 1976) war ein britischer Biochemiker.
Dent wurde in Spanien als Sohn eines Engländers (der staatlich angestellter Chemiker in Singapur war) und einer Spanierin geboren. Nach dem Umzug der Familie nach England besuchte er das Wimbledon College und arbeitete ab 1927 in einer Bank, bevor er Labortechniker wurde, der am Regent Street Polytechnic in London die Abendschule besuchte. Ab 1930 studierte er Chemie am Imperial College London mit der Promotion 1934. Gegenstand seiner Dissertation war ein blauer Farbstoff, der von Imperial Chemical Industries (ICI) vermarktet wurde. Dent arbeitete nach seiner Promotion in der Farbstoff-Entwicklung von ICI in Manchester. 1937 begann er ein Medizinstudium am University College London mit dem Abschluss 1944 (danach war er House Physician von Thomas Lewis). Während des Zweiten Weltkriegs arbeitete er als Chemiker für die britische Regierung als Spezialist für Geheimtinten. Kurz nach dem Krieg studierte er im Auftrag der britischen Regierung die Behandlung von unterernährten Häftlingen im befreiten KZ Bergen-Belsen mit Aminosäuren. 1946/47 war er an der University of Rochester mit einem Rockefeller-Stipendium und erforschte den Aminosäure-Stoffwechsel und dessen Krankheiten. 1949 erhielt er seinen M. D. und war ab 1951 Reader am University College Hospital mit einer eigenen Abteilung für Stoffwechselkrankheiten. 1956 wurde er Professor.
Eine Erbkrankheit der Nieren wurde von seinem Schüler Oliver Wrong Dent-Syndrom (Dent´s Disease) genannt (von Dent zuerst 1964 beschrieben).
1965 erhielt er den Canada Gairdner International Award. 1954 wurde er Fellow des Royal College of Physicians und 1962 Fellow der Royal Society. 1956 wurde er CBE.